# Guillaume Schnaebelé

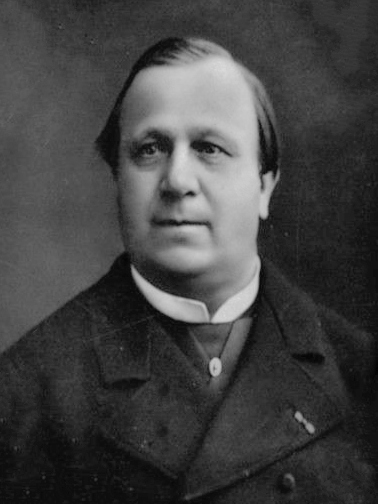
Guillaume Schnaebelé

Guillaume Schnaebelé hay Wilhelm Schnäbele (1831 ở Eckbolsheim gần Strasbourg - 5/12/1900 tại Nancy, Pháp) là một quan chức Pháp từ Alsace, nổi tiếng vì bị bắt bởi người Đức trong vụ việc tháng 6 năm 1887 Schnaebele (hoặc vụ) gần như dẫn đầu Để chiến tranh giữa Pháp và Đức.
Ai gây ra vụ việc và tại sao vẫn còn là đầu cơ, nhưng nó đã được đề xuất Đức Chancellor Otto von Bismarck là người gây quỹ của nó, cho một số động lực có thể: baiting Pháp vào bắt đầu chiến tranh, Hoặc, đánh giá mức độ hỗ trợ của Pháp đối với Boulangism; Hoặc, tạo ra một tình huống căng thẳng với Pháp để buộc việc đổi mới một liên minh Nga-Trung của sự trung lập đã được tranh luận tại tòa án Nga. Những người khác xem đó như là một loạt các hậu quả không mong muốn, nổi bật với vai trò của Tổng Pháp Boulanger. Sự kiện này và một số sự cố khác liên quan đến Tướng Georges Ernest Boulanger là những yếu tố được biết đến dưới cái tên Boulanger Affair, một loạt những sự xấu hổ cho chính phủ mới được thành lập của Cộng hòa Pháp thứ ba của Pháp, một số cho rằng gần như đã dẫn đến một cuộc đảo chính.

## Tiểu sử
Guillaume Schnaebelé hoặc Wilhelm Schnäbele là một người Alsatian sinh năm 1831 tại Eckbolsheim. [5] Sau cuộc chiến Pháp-Phổ và việc sáp nhập Alsace vào năm 1871 của Đức, ông ta di cư sang Pháp, có thể thay đổi cách viết tên của ông ta theo. Ông đã phục vụ trong chiến tranh và được trao tặng một Hiệp sĩ của Legion of Honor. [5] Sau vụ việc năm 1887, ông được chuyển đến một vị trí tại Laon [6]. Ông qua đời ngày 5 tháng 12 năm 1900. [3] Năm 2005, như một phần của sự xuất hiện của TGV đến Pagny-sur-Moselle, một cây cầu đã được đặt tên cho Schnaebelé.

## Vụ Schnaebele

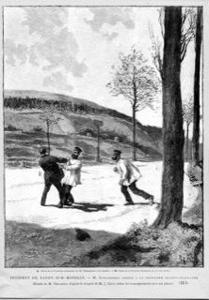
Hình minh hoạ: Schnaebelé bị tống giam bởi hai cảnh sát Đức bí mật..

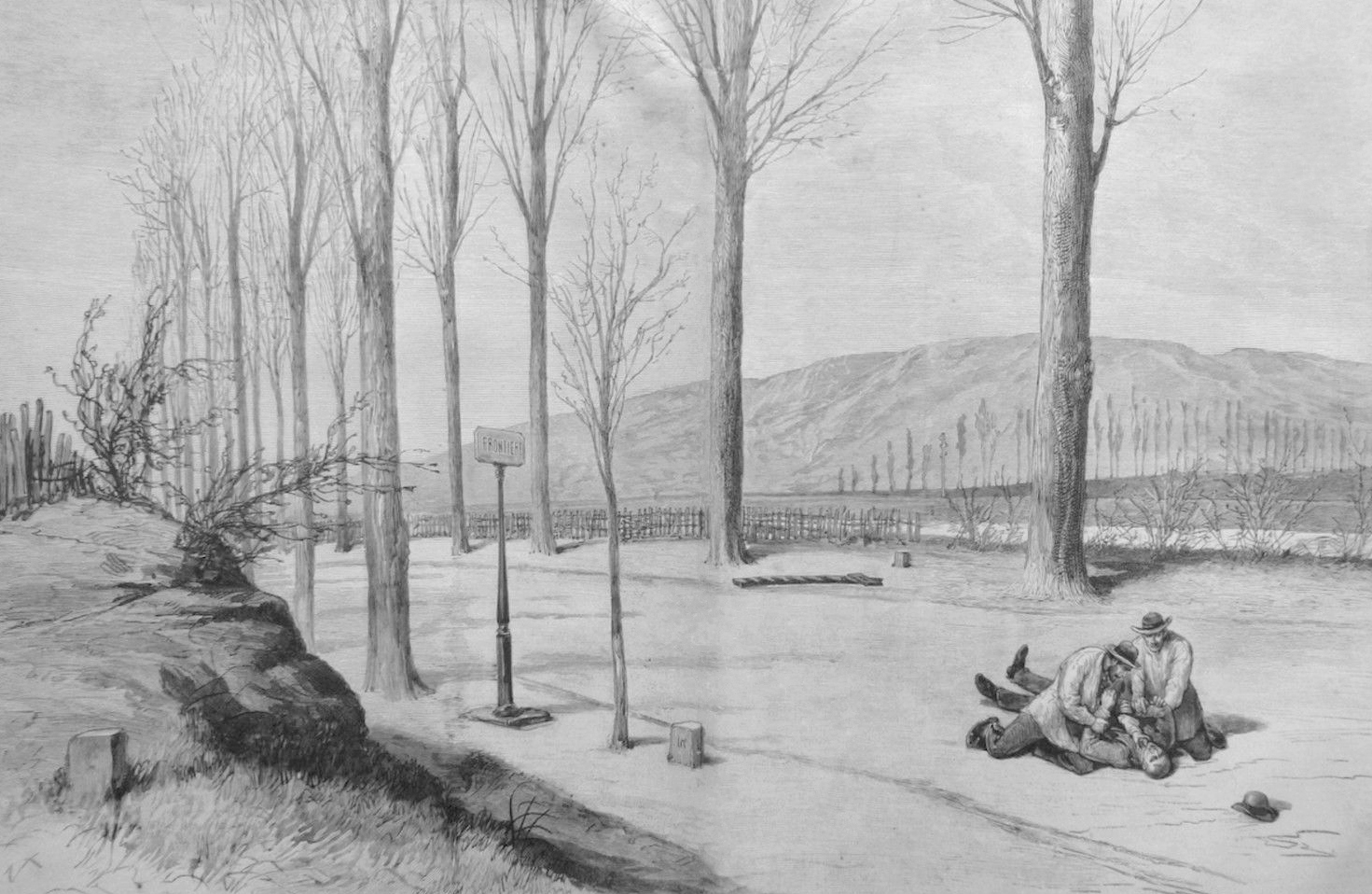
Minh họa: Schnaebelé bị kẻ tấn công kéo vào bên trái của Đức (bên trái) của biên giới. Lưu ý điểm đánh dấu biên trên cạnh trái của đường đánh dấu ranh giới giữa đường Pháp và kè của đường sắt Đức..

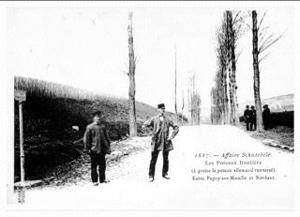
Minh họa:Chụp ảnh chụp ngay sau đó, đứng trên con đường Pháp với lưng vào đường sắt của Đức. Dấu hiệu cực biên giới vuông có thể được nhìn thấy.

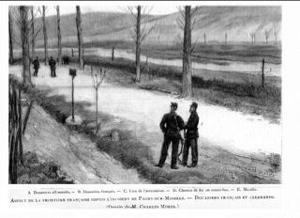
Minh họa: Sau vụ việc, các quan chức hải quan Pháp đang nhìn qua biên giới (bên trái), đánh dấu bằng cột vuông đứng bên trái..

Vào ngày 21 tháng 4 năm 1887, cơ quan thông tấn Pháp Havas đã công bố một văn bản rằng Schnaebelé, một thanh tra cảnh sát Pháp cấp trung và kém hiểu biết đã bị bắt giữ bởi hai điệp viên của cảnh sát mật vụ Đức ở biên giới Pháp-Đức gần Pagny-sur- Moselle, khi đang trên đường tới Ars-sur-Moselle để gặp một thanh tra cảnh sát Đức ở đó, theo yêu cầu của người thứ hai. Một tranh chấp tiếp theo là liệu việc bắt giữ đã diễn ra trên lãnh thổ Pháp hay trên lãnh thổ Đức (xem "Tài khoản sự cố" dưới đây); Nhưng bất kể, người Pháp tuyên bố rằng trong những hoàn cảnh Schnaebelé được hưởng quyền miễn trừ ngay cả khi trên lãnh thổ Đức, vì ông đã được mời đến một cuộc họp của các quan chức Đức. Lý do được đưa ra bởi chính quyền Đức cho việc bắt giữ là trong một cuộc điều tra trước về cáo buộc về các hành động phản bội đối với một số người Alsatians, đã có bằng chứng cho thấy Schnaebelé đã liên quan đến việc truyền tải thông tin Paris tới các pháo đài của Đức, được cung cấp bởi Alsatians trong Tiền trả của Chính phủ Pháp, và rằng một án lệnh đã được đưa ra bắt giữ ông ta nếu ông ta có thể được tìm thấy trên đất Đức. Nói cách khác, người Đức tin Schnaebelé là gián điệp.
Trong một tuần sau khi bị bắt, ngày 28 tháng 4, Schnaebelé được thả theo lệnh của Hoàng đế Đức [William I, Hoàng đế Đức | William I]. Trong một thông báo cùng ngày với đại sứ Pháp tại Berlin, Bismarck giải thích rằng, mặc dù Chính phủ Đức đã xem xét, vì các bằng chứng về tội lỗi, việc bắt giữ được minh chứng đầy đủ, nó được cho là phù hợp để giải phóng Schnaebelé vì lý do đó Các cuộc họp kinh doanh giữa các quan chức biên giới "luôn phải được coi là được bảo vệ bởi một hành vi an toàn cùng có thể đảm bảo." 
Như vậy đã kết thúc vụ Schnaebelé.
Vụ tai nạn kéo dài một tuần, giữa ngày 21 và ngày 28 tháng 4, đã có hai ngôn ngữ đe doạ và khiêu khích như gây ra mối quan tâm nghiêm trọng của chiến tranh. Một phần lớn báo chí Đức yêu cầu Đức không nhượng bộ. Tại Pháp, nội các đã bỏ phiếu 6-5 chống lại một yêu cầu tối hậu cho việc thả Schnaebelé bằng một lời xin lỗi, hầu như chắc chắn có nghĩa là chiến tranh, như đã xảy ra với Ems Dispatch năm 1870
Đề xuất tối hậu đã được người chiến binh Pháp và Bộ trưởng Chiến tranh [Georges Ernest Boulanger] đưa ra, người cũng đưa ra một dự luật huy động một quân đội
Sau khi Schnaebelé được thả ra và bức thư của Bismarck, nhiều người trong tư tưởng công cộng Pháp Bismarck đã từ chối, vì ông sợ Boulanger  làm tăng ngôi sao đang lên của Boulanger như một anh hùng dân tộc và tăng cường hình ảnh của ông như một "Revenger" Chống lại Đức. Tuy nhiên, thật là xấu hổ với chính quyền của đảng Cộng hòa, người biết được quân đội Pháp không kém gì năm 1870, khi Đức nhanh chóng đánh bại nó trong cuộc chiến Franco Prussian - sự phản đối của Boulanger chống lại Đức trong tuần Cuộc khủng hoảng kéo dài đã thực sự là một mối nguy hiểm cho nước Cộng hòa Pháp từ năm 1870 . Vì lý do này và các lý do khác, vào ngày 7 tháng 7 năm 1887, Boulanger được thả ra làm Bộ trưởng Chiến tranh và được chính phủ gửi đến một địa điểm của tỉnh để hy vọng bị lãng quên, nhưng không phải trước khi ngưỡng mộ đám đông Cố gắng ngừng tàu khi rời khỏi Paris: trung thành với các đơn đặt hàng quân sự của mình, anh ta đã được đưa ra buôn lậu trong một động cơ đã được chuyển.